# جيمس ألتون جيمس
جيمس ألتون جيمس (بالإنجليزية: James Alton James)‏ هو مؤرخ أمريكي، ولد في 17 سبتمبر 1864 في جيفرسون في الولايات المتحدة، وتوفي في 12 فبراير 1962 في إيفانستون في الولايات المتحدة.